# 라두즈니 (블라디미르주)

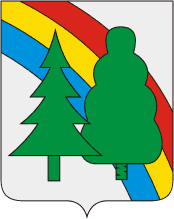
시 문장

라두즈니(러시아어: Ра́дужный)는 러시아 블라디미르주 중부에 위치한 도시로, 블라디미르(블라디미르 주의 주도)에서 남쪽으로 12km 정도 떨어진 곳에 위치한다. 인구는 17,506명(2002년 기준)이다.
1971년 군수 산업 설계 사무소가 들어섰으며 1977년 블라디미르-30(Влади́мир-30)으로 명명되었다. 1991년 지금과 같은 이름으로 변경되었다.